# Первичная структура
Первичная структура (англ. primary structure) биологической молекулы — точное обозначение атомной структуры и расположения химических связей между атомами (включая стереохимию). Для стандартного биополимера, в молекуле которого нет разветвлений и перекрестных связей (например, ДНК, РНК или белков) понятие первичной структуры является синонимом последовательности остатков мономеров (нуклеотидов или аминокислот). Считается, что термин «первичная структура» был впервые употреблён Линнерстрёмом-Лангом в лекции Lane Medical Lectures в 1951 году. Важной особенностью первичной структуры является практически случайное расположение[уточнить] в ней аминокислотных остатков, а  консервативные мотивы — устойчивые сочетания аминокислотных остатков, встречаются только если включающие их белки выполняют определённую функцию 
Термины «первичная структура» и «аминокислотная (или нуклеотидная) последовательность» являются взаимозаменяемыми. Часто употребляют неудачное выражение «первичная последовательность», забывая, что не существует вторичной или третичной последовательности. Пространственные структуры, которые может принимать цепочка аминокислот или нуклеиновых кислот, называется вторичной структурой.
Первичную структуру белка принято записывать начиная с N-концевого остатка аминокислоты в направлении к карбоксильному концу (C), а первичную структуру нуклеиновых кислот — от 5’-конца к 3’-концу.